# Hoéville
Hoéville település Franciaországban, Meurthe-et-Moselle megyében. Lakosainak száma 206 fő (2022. január 1.). Hoéville Athienville, Bezange-la-Grande, Courbesseaux, Réméréville, Serres és Sornéville községekkel határos.

## Népesség
A település népességének változása:
| Lakosok száma | 130  | 122  | 115  | 154  | 191  | 197  | 198  | 197  | 196  | 206  |
|               | 1968 | 1982 | 1990 | 2006 | 2013 | 2015 | 2017 | 2019 | 2020 | 2022 |